# خیابان بی‌ویو
خیابان بی ویو (انگلیسی: Bayview Avenue) یک مسیر اصلی شمال به جنوب در کلان‌شهر تورنتو انتاریو است. شمال تورنتو، در منطقه شهرستان یورک (کانادا)، بی ویو به عنوان جاده منطقه‌ای یورک ۳۴ تعیین شده‌است.